# QP (漫画)
『QP』（キューピー）は、髙橋ヒロシによる日本の不良漫画作品。『ヤングキング』（少年画報社）にて連載された。単行本は全8巻、外伝1巻。我妻涼を主人公とした『QP外伝 我妻涼』、その新章『QP 我妻涼 〜Desperado〜』、トムとジェリーを描いた『〜QPトム＆ジェリー外伝〜 月に手をのばせ』についても説明する。

## 沿革
『QP』を『ヤングキング』（少年画報社）にて連載。
2011年10月5日から、斎藤工主演で日本テレビ系にて『QP外伝』を元にしたストーリーがテレビドラマ化された。2012年1月にはGREEにてゲーム化された。
我妻涼を主人公とし、テレビドラマのコミカライズである『QP外伝 我妻涼』が、ドラマの放送と同時期にコンビニの廉価本として発売。やべきょうすけとNAKA雅MURAが脚本を務め、今村KSKが漫画を担当。第8話まで発表後、廉価本の発売が休止となり、未完となっていたが、2013年2月25日発売の『プレイコミック』（秋田書店）4月号の別冊付録に第1話と第2話が再録され、同誌6月号から連載が開始された。第9話以降は描きおろしが執筆された。2014年7月25日発売の9月号において、同誌が休刊となった。同作は『ヤングチャンピオン』（同）の兄弟誌として新創刊となった『別冊ヤングチャンピオン』（同）に移籍連載されることが決定し、2014年9月30日発売の創刊号に掲載された。
2014年3月6日発売の『月刊少年チャンピオン』（同）4月号より、本作のトムとジェリーの若いころを描いた『〜QPトム＆ジェリー外伝〜 月に手をのばせ』の連載が開始。漫画は奥嶋ひろまさが担当。2017年7月6日発売の8月号で終了となった。
2014年11月4日に発売された『別冊ヤングチャンピオン』の創刊2号となる2014年12月号より2025年7月号まで、『QP外伝 我妻涼』の新章となる『QP 我妻涼 〜Desperado〜』が連載された。

## 登場人物

### 石田小鳥及びその仲間たち
石田 小鳥（いしだ ことり）
本作の主人公。固太りの巨体であり、顔には小学校高学年の頃から大きな三条の傷跡がある。桃花中→梵天高中退。幼少時から桁外れの身体能力を有し、小学校では校長をイスで殴って気絶させ頭に「うんこ」と落書きする（この事件で担任教師が心労で長期休暇を取る）、自動車を盗んで涼と共にドライブするなど様々な伝説を残す。常にドカジャンを身に着けている。父親は彼が生まれてすぐに他界し、母親の手で育てられる。
前髪が癖毛であることから「キューピー」と呼ばれ、喧嘩においては自称「暴力大魔王」の名のとおり圧倒的な力を発揮し、作中のタイマンでは一度も敗北していない。その怪力たるやパンチでコンクリートに亀裂を走らせ、蹴り一発で扉を蝶番から引き千切るほど。中学時代はその巨体と腕力にモノを言わせ暴れ回っていたが、後に出会う上田秀虎とのタイマン（結果は小鳥の勝利。）の影響で暴力の空しさに気付き、そこから抜け出そうとするが、親友の我妻涼が引き起こした「壱年連合事件」に巻き込まれ、少年院に送致される。その後は改心し、出所後は親元を離れてアパートで一人暮らしをしながらガソリンスタンドや夜間の道路工事の検問などのアルバイトに励み、自分の幸せを見つけようと奮闘している。裏社会へ踏み込んでいく涼を心配し、彼を真っ当な世界に引き戻そうと腐心している。涼が率いる組織と、涼を殺すために差し向けられたプロの殺し屋集団"SMOKE-S"との抗争に涼を助けるために乱入し、敵の幹部をパンチ1発で倒し、ボス戦でも格の違いを見せつけて圧勝する。その後、涼とは決別し、お互い別々の道を歩むことを決意した。
奈良岡 常吉（ならおか つねよし）
小鳥の親友。桃花中→梵天高中退。通称「ツネ」。鼻の頭に傷がある。当初小鳥を敵視しており、こっぴどく返り討ちにされてもしつこく挑んで来るため馬鹿扱いされていたが、学校の帰りに交通事故に遭い入院し、挑んでこなくなった理由(交通事故)を知った小鳥が涼と共に病院に見舞いに行ったため、それをきっかけに打ち解ける。ロックンロール好きであり、高校中退後はロッカーを目指すべく東京へ旅立ち、本編ではインディーズレーベルに所属して活動している。
鈴本 幸三（すずもと こうぞう）
小鳥の親友。桃花中→梵天高中退。左目の上の傷は小学校時代に黒谷に彫刻刀で切り付けられたもの。父親が亡くなり、高校を中退した後は2人の兄（幸一、幸次郎）とともに家業である大工の仕事を継ぎ、中学校時代の同級生と結婚して子供をもうけている。仲間内では一番の常識者で、涼も家庭環境でシンパシーを感じ、現在でも彼の言葉にはそれなりに耳を傾けてはいる。
山岡 金四郎（やまおか きんしろう）
小鳥の同僚。浅ヶ沼高校出身。小鳥と同い年。漫画家になることを夢見て投稿を続けており、ついに夢を叶える。
野口（のぐち）
小鳥の同僚。汗かきで肥満体の眼鏡の大食漢。小鳥の優しさをいち早く見抜き、彼を「親分」と呼ぶようになる。
サブロー
浅ヶ沼高校出身。金四郎やター坊とは同い年であり、中学校からの付き合い。仮面ライダーフリークで、大量のフィギュアを集めている。高校時代に小鳥に殴られている。
トオル
小鳥の同僚。17歳。不良仲間とつるんで悪さをしていたが、両親を交通事故で亡くしてからは足を洗い、妹を一人前に育てることを心に誓う。かつての不良仲間である潮岡たちに嫌がらせを受けていたが、小鳥が彼らを返り討ちにしたため、彼を「アニキ」と呼ぶようになる。
ター坊
浅ヶ沼高校出身。クリーニング店の跡取り。金四郎やサブローとは同い年。外見はどこからどう見てもチンピラそのものであり、本人曰く「オレはパンクロックなクリーニング屋」とのこと。「仁義なき戦い」フリークであり、この街の裏社会事情に詳しい。

### 我妻涼及びその部下
我妻 涼（あずま りょう）
本作のもう一人の主人公。小鳥の親友。桃花中→梵天高中退。母親は彼が幼少の頃に他界し、父親に捨てられたため、母方の祖父の下で育てられる。小学5年まではいじめられっ子だったが、小鳥と出会い、自分の実力でいじめを跳ね除ける。しかし小鳥たちとともに暴力の世界に身を投じるうちに、「数こそ力」という信念に囚われる様になり、高校1年の時に「壱年連合事件」を引き起こす。それ以降、徐々に小鳥たちとは疎遠となり、裏社会でのし上がる道を歩み、戻ってきた小鳥を頭にして、4人（小鳥、涼、奈良岡、鈴本）で組織を結成して全国制覇をしようとしていた。度胸があり、頭も非常に切れるが、自分の力のみを信じ、他人を全く信用しないため、周囲の人間からは「長生きできない」、「破滅型の人間」と呼ばれている。
やがて暴力組織の親玉となり、配下と共に全国制覇を目指している。SMOKE-Sとの抗争では、敵のメンバーを3名殺害し、その後、トムとジェリーと3人で行動し、抗争を仕掛けて涼を殺そうとした原田を殺害する。
ただ、中学と高校を共に過ごした小鳥たち3人の仲間だけは今でも心を許しており、夢の中で組織を結成した際、普段の彼とは思えない笑顔を見せていた。
トムとジェリー
本名不詳。吉川が涼を殺害すべく、関西から呼んだ2人組の殺し屋。トムは坊主頭、ジェリーはパンクヘアーにサングラスという風貌。涼を殺害する為に隙を伺っていたが、計画がバレて逆に殺されそうになった挙句に吉川が提示した以上の金で誘われて涼側に寝返る。SMOKE-Sとの抗争では、2人で敵のメンバーを2人殺害する。親から虐待を受け、保護された児童養護施設でも園長から虐待を受けていた。12歳のときに園長を滅多刺しにして施設から逃走した。金を貯めて沖縄あたりで暮らすのが夢。
河島 政春（かわしま まさはる）
涼の1年後輩。グループのナンバー2。左の口元から頬にかけて大きな傷がある。吉川と組んで涼の殺害を画策するが、事前に察知され、SMOKE-Sとの抗争で命を落とす。
市井（いちい）
涼の忠実な部下。顔の左側に大きな痣がある。涼を心底から慕い、涼の命を受け、河島と吉川のクーデター計画に加担するように見せかけ、スパイとして情報を横流ししていた。SMOKE-Sとの抗争で命を落とす。
金城 勝利（きんじょう かつとし）
外間中出身。涼の1年後輩。丸坊主にサングラスをかけた人相の悪い男で、涼とは壱年連合結成時からの付き合いがあり、部下の中では唯一、中学時代に登場している。バタフライナイフの使い手。潮岡がやられたことを根に持ち涼に報復を打診するが、既に金城を見限っていた涼は兵隊を与え小鳥の襲撃を許可する。しかしあっさり返り討ちにされてしまい（涼曰く「このくらいの人数で倒せるわけねーだろ」）、部下を捨て駒扱いする涼に怒りを覚え反旗を翻すが、粛清されハンマーで殴られて左手を潰され、左手が使い物にならなくなってしまう。その後はグループを脱退し、恨みを晴らすべくSMOKE-Sとの抗争後の涼を銃撃し、声帯を破壊して彼の声を奪う。止めようとした小鳥にも銃撃し、左頬と右肩を撃って負傷させた後に逃亡、その後の消息は不明。
山田 文徳（やまだ ぶんとく）
桃花中出身。涼の2年後輩。腕っ節の強さを見込まれて涼のボディーガードを務めている。吉川と河島のクーデター計画を察知するが、河島の命を受けたトムに倒される。窮地に追い込まれた涼を救うべく、小鳥に救援を求める。
潮岡（しおおか）
トオルのかつての不良仲間であり、金城の舎弟。足を洗ったトオルに嫌がらせを繰り返し、仲間を引き連れてバイト先のガソリンスタンドにまで乗り込むが、小鳥に返り討ちにされ、バットを奪われて父親所有のBMWを廃車同然にされたうえにアゴで使われた挙句、最後は「よーしお前の顔と名前は覚えた　これから一度でもガソリンスタンドに足を踏み入れてみろ　全国10万人のショッカーがてめーをボコりに行くぞ」と脅迫されて逃走した。小鳥に名前を聞かれた時にはハッキリと｢しおおか｣と言ったのに、ショッカーのコスプレをしていた小鳥に｢"ショッカー"は俺だろ｣と言われるなど、ギャグキャラのような扱いを受けた。
黒谷 信
藤野中出身。藤野中を支配するため涼が手なずけている男。髪を緑色に染めている。幸三とは小学校時代の同級生であり、悪知恵が働くため、「クロダニ」と呼ばれている。事故に見せかけて幸三の顔を彫刻刀で切り裂くが、報復として千枚通しで掌を貫かれた。壱年連合では幹部として振舞うが、連合の本部に乗り込んだ小鳥に廃ビルの窓から放り捨てられる。

### 浅ヶ沼高校
国見 竜次（くにみ りゅうじ）
三洋中出身。浅高1年の頂点に立ち、いずれは浅高を背負って立つといわれている実力者。津川や藤村の敵を討つべく立ち上がるが、涼の策略に乗る形で「壱年連合事件」に加担し、秀虎を襲撃する。壱年連合壊滅後は2年及び3年から半殺しの目に遭うところを木場に救われる。それ以来木場の右腕として彼をサポートする。後に幸三・常・小鳥とも親友となった。
津川
3年で同校の頭。ゲームセンターでツネの頭を割ったために小鳥の怒りを買い、タイマンでボコられ肋骨3本を折られる。
藤村 武
2年。津川を倒した小鳥に復讐しようとするが、涼の策略により重傷を負わされる。

### 青道高校
上田 秀虎（うえだ ひでとら）
杉田南中出身。秀虎会トップ。度量の広さで様々な者たちに慕われている。喧嘩の腕も一流であり、小鳥とのタイマンで互角に渡り合えるほどの実力を持ち、勝負に勝った小鳥に初めて敗北感を味わわせる。青道高校の頭だが無駄な争いを好まず、滅多に表にも出ないため、彼が青道高校の頭であることはあまり知られていない。小鳥も彼の度量の大きさに心底から敗北を認め、以後は彼のいち舎弟として慕う様になった。「壱年連合事件」では第一の標的となり重傷を負う。卒業後は洋食屋のマスターになるべく、コックを目指して東京へ旅立つ。イケメンであり、女性にも非常にもてる。
木場 好晃
二中出身。中学の頃は手の付けられない暴れ者だったが、秀虎に出会ったことで心を入れ替え、1年を束ねる存在となる。小学3年の時に小鳥に喧嘩で負けたことがある（小鳥は覚えていない）。久しぶりの再会時には、秀虎に可愛がられている小鳥に嫉妬したことと、積年の恨みを晴らすべく、いきなり殴りかかったことで喧嘩になるが、その後は無二の親友となる。小鳥が少年院に送致されてからは、ツネや幸三とも親友となる。卒業後は祖母が開いたあさがお保育園で「日本一顔の怖い保父」として働いている。
宇田川 友信
桃花中出身。小鳥たちの2年先輩であり、桃花中のトップだった男。秀虎会四天王の一人。部下を倒され、秀虎会の面子にかけて小鳥を倒すべく待ち受けるが、奇襲攻撃を喰らい、牛乳瓶で頭を割られ、トップの座を奪われる（この噂に尾ひれが付きすぎて、「大型トラックにはねられた上に牛乳瓶で頭をぶち割られて即死し、小鳥に桜の木の下に埋められた」ということにされ、歩いているだけで幽霊扱いされるようになってしまった）。公には彼が青道高校のトップということになっているが、実力が伴わない為、宇田川の弱さを知ってる連中は誰も宇田川が青道高校のトップだとは思っていない。
中塚 誠幸
東森中出身。秀虎会四天王の一人。驚異的な戦闘能力を持った小鳥たちを秀虎会の脅威とみなし、先手を打って集団で袋叩きにするが、激怒した涼に後日特殊警棒で叩きのめされる。
児玉 敏
倉井中出身。秀虎会四天王の一人。驚異的な戦闘能力を持った小鳥たちを秀虎会の脅威とみなし、先手を打って集団で袋叩きにするが、中塚と同じく涼に血祭りに上げられる。「壱年連合事件」では、第一の標的となった秀虎とともに重傷を負う。

### 梵天高校
梅津 金之助
梵天高校番長。銀之助は双子の弟で、頭を掻く癖も一緒である。髪型は黒色のリーゼント。秀虎を一方的にライバル視しているが、ライバルと言うには程遠い実力差がある。ただ個人的な仲は悪くない。番長になって早々、小鳥たちの奇襲攻撃を受けて頭を牛乳瓶で殴られ、弟共々病院送りにされる。小鳥に負けたが、鈴本の要請を受ける形で卒業するまで梵天高校の番長として君臨する。将来進むべき道を見つけられず苦悩していたが、秀虎に後押しされた形で自動車整備工場への就職が決まった。
青道高校とは敵対関係だったが、格上の秀虎のことは、同じ漢として尊敬していて、秀虎が襲撃された時は我先に病院へ駆けつけ、秀虎の仇討ちに壱年連合を壊滅させるべく木場と協定を結ぶ。
梅津 銀之助
梵天高校番長。金之助は双子の兄で、頭を掻く癖も一緒である。髪型は金色の短髪。子供の頃からレスリングに打ち込んでおり、東京の大学からスカウトが来るほどの実力を持つ。
兄の金之助同様、秀虎に憧れのような感情を抱き、木場たち青道高校との協定を結んだ。
百田 和彦
西沢四中出身。秀虎会四天王の一人。ラジカセを持ち歩いて音楽（津軽海峡冬景色、青い珊瑚礁等）を流していることが多く、小鳥や涼からは「青い珊瑚礁ヤロー」と呼ばれている。秀虎を慕っており、よく青道高校に顔を出す。梅津兄弟卒業後は梵天高のトップとなり木場たちと協定を結んだ。
チャチャ丸
本名不詳。語尾に「〜チャ」と付くのでチャチャ丸と呼ばれている。

### その他の人々
岩川 五郎
桃花中の体育教師。32歳。独身。熱血漢であり、周囲からの信頼も厚い。柔道三段、空手二段、地元の相撲大会でも優勝している。小鳥の横暴を阻止すべく相撲での勝負を挑むが、あっさり投げ飛ばされてしまう。
吉川(きつかわ)
作中の街に根を張る暴力団組織の幹部であり、大学出のインテリ。河島とともに涼の殺害を画策するが、事前に察知され、SMOKE-Sとの戦闘により命を落とす。
原田
作中の街に根を張る暴力団組織の若頭。涼たちを「イカレたガキども」とみなし、SMOKE-Sを差し向けて抹殺しようと画策するが失敗し、涼に殺される。
SMOKE-S
原田が涼たちを抹殺すべく差し向けた7人組の殺し屋。ホッケーマスクを装着している。ナイフ・銃器を使いこなし、徒手格闘術にも秀でた凄腕のプロフェッショナル。
桐島 ヒロミ
ツネが所属するバンドのボーカル。小鳥とは同い年。「クローズ」の登場人物。
柳田 太一
高校時代は秀虎や梅津兄弟と激しく対立しており、金之助とのタイマンにより左目を失明してしまう。現在はラーメン屋で働いている。
柳田 陽二
太一の1歳違いの弟。気性が荒く、鑑別所に収容されていた。出所早々兄の左目を失明させた金之助を鉄パイプで襲撃したことで秀虎の逆鱗に触れ、騒動を知らされた太一にボコボコにされ、太一と共に金之助に謝罪した。

### QP外伝の登場人物
重松 邦雄
この街の外れにある大冬工業から、強い相手を求めてやってきた男。髪型はドレッドヘアー。木場を難なく退けるほどの力を持つが、小鳥には手も足も出ず敗れた。
美咲 元
涼の組織に所属する暴力団組員。拳を痛めてプロボクサーの道を断念せざるを得なくなり、無為な日々を過ごしていたが、涼に憧れてヤクザになる。兄貴分であるヒコが死んだことをきっかけとして、故郷に戻る。
ヒコ
本名不詳。涼の組織に所属する暴力団組員であり、元の兄貴分。酒癖が悪く酔っ払うと誰彼構わず喧嘩を売るタイプだが、威勢だけであまり強くない。涼やトムとジェリーのことは信用していないが、自分の為に動いてくれた涼を嫌いになれず、涼の役に立ちたいと考え横溝組との抗争の火種となる。元には命を落とす前に故郷に戻るよう忠告している。
美咲 大三
漁師。元の兄であり、両親を亡くした元を親代わりに育てる。喧嘩無敗で付いたあだ名は「閻魔大三」。既婚者で子供あり。ヤクザになった元の前に現れて鉄拳制裁を加えるが、元が故郷に戻ってきた時には暖かく迎えていた。

## 書誌情報

### QP
- 高橋ヒロシ『QP』少年画報社〈ヤングキングコミックス〉、全8巻
  1. 1999年4月7日発売[12]、ISBN 4-7859-1905-1
  2. 1999年8月5日発売[13]、ISBN 4-7859-1931-0
  3. 1999年12月18日発売[14]、ISBN 4-7859-1961-2
  4. 2000年4月20日発売[15]、ISBN 4-7859-1986-8
  5. 2000年8月26日発売[16]、ISBN 4-7859-2022-X
  6. 2000年12月9日発売[17]、ISBN 4-7859-2046-7
  7. 2001年4月9日発売[18]、ISBN 4-7859-2074-2
  8. 2001年10月26日発売[19]、ISBN 4-7859-2133-1
- 高橋ヒロシ『QP 完全版』秋田書店〈プレイコミック・シリーズ・エクストラ〉、全5巻
  1. 2013年11月20日発売[20]、ISBN 978-4-253-25191-4
  2. 2013年12月20日発売[21]、ISBN 978-4-253-25192-1
  3. 2014年1月20日発売[22]、ISBN 978-4-253-25193-8
  4. 2014年2月20日発売[23]、ISBN 978-4-253-25194-5
  5. 2014年3月20日発売[24]、ISBN 978-4-253-25195-2

### QP外伝
- 高橋ヒロシ『QP外伝』少年画報社〈ヤングキングコミックス〉、2004年8月4日発売[25]、ISBN 4-7859-2450-0
- 高橋ヒロシ（原作）・今村KSK（漫画）・やべきょうすけ（ドラマ原案）・NAKA雅MURA（ドラマ脚本）『QP外伝ドラマスペシャル』少年画報社〈ヤングキングベスト〉、全4巻
  1. 「『ロードランナー』の巻」2011年10月初版発行[26]、ISBN 978-4-7859-3716-4
  2. 「『カーブミラー』の巻」2011年11月初版発行[27]、ISBN 978-4-7859-3731-7
  3. 「『サマートライアングル』の巻」2011年12月初版発行[28]、ISBN 978-4-7859-3746-1
  4. 「『ウルトラメンソール』の巻＆『ラッキーナンバー』の巻」2012年1月初版発行[29]、ISBN 978-4-7859-3772-0

### キューピー外伝 我妻涼
- 高橋ヒロシ（原作）・今村KSK（漫画）・やべきょうすけ / NAKA雅MURA（脚本）『キューピー外伝 我妻涼』秋田書店〈プレイコミック・シリーズ〉、全4巻
  1. 2013年6月7日発売[30]、ISBN 978-4-253-25201-0
  2. 2013年10月18日発売[31]、ISBN 978-4-253-25202-7
  3. 2014年5月20日発売[32]、ISBN 978-4-253-25203-4
  4. 2014年11月20日発売[33]、ISBN 978-4-253-25204-1

### 〜QPトム＆ジェリー外伝〜 月に手をのばせ
- 高橋ヒロシ（原作）・奥嶋ひろまさ（漫画）『〜QPトム＆ジェリー外伝〜 月に手をのばせ』秋田書店〈少年チャンピオンコミックス・エクストラ〉、全9巻
  1. 2014年11月20日発売[34]、ISBN 978-4-253-13104-9
  2. 2015年6月19日発売[35]、ISBN 978-4-253-13105-6
  3. 2015年10月20日発売[11][36]、ISBN 978-4-253-13106-3
  4. 2016年1月20日発売[37]、ISBN 978-4-253-13107-0
  5. 2016年5月6日発売[38]、ISBN 978-4-253-13108-7
  6. 2016年9月8日発売[39]、ISBN 978-4-253-13109-4
  7. 2017年1月6日発売[40]、ISBN 978-4-253-13110-0
  8. 2017年5月8日発売[41]、ISBN 978-4-253-13111-7
  9. 2017年9月7日発売[42]、ISBN 978-4-253-13112-4

### QP 我妻涼 〜Desperado〜
- 高橋ヒロシ（原作）・今村KSK（漫画）・やべきょうすけ（監修）『QP 我妻涼 〜Desperado〜』秋田書店〈ヤングチャンピオンコミックス〉、既刊15巻（2024年3月18日現在）
  1. 2015年6月19日発売[43][44]、ISBN 978-4-253-14051-5
  2. 2016年1月20日発売[45]、ISBN 978-4-253-14052-2
  3. 2016年6月20日発売[46]、ISBN 978-4-253-14053-9
  4. 2016年12月20日発売[47]、ISBN 978-4-253-14054-6
  5. 2017年6月20日発売[48]、ISBN 978-4-253-14055-3
  6. 2017年12月20日発売[49]、ISBN 978-4-253-14056-0
  7. 2018年7月20日発売[50]、ISBN 978-4-253-14057-7
  8. 2019年3月19日発売[51]、ISBN 978-4-253-14058-4
  9. 2019年10月18日発売[52]、ISBN 978-4-253-14059-1
  10. 2020年4月20日発売[53]、ISBN 978-4-253-14060-7
  11. 2020年10月20日発売[54]、ISBN 978-4-253-14094-2
  12. 2021年5月20日発売[55]、ISBN 978-4-253-14095-9
  13. 2021年12月20日発売[56]、ISBN 978-4-253-14115-4
  14. 2022年5月19日発売[57]、ISBN 978-4-253-14123-9
  15. 2024年3月18日発売[58]、ISBN 978-4-253-14125-3

## テレビドラマ
2011年10月5日から12月28日まで毎週水曜日深夜0時59分 - 1時29分に、日本テレビ系で放送された。
連続ドラマ化において、原作のうち『QPキューピー外伝』を基にするとともに、我妻涼を主人公として、我妻の視点から闇の世界で生きていく男たちの姿を描いている。
主人公の我妻は高岡蒼甫が演じることが内定していたがクランクイン直前に降板となり、急遽代役として斎藤工が起用された。また、監督は高橋ヒロシ原作の映画『クローズZERO』シリーズで監督を手がけた三池崇史が務める他、同シリーズに出演したやべきょうすけが「矢部享祏」名義で演出家（クレジットは監督）デビューする。

### 出演

#### 天狼会
- 我妻 涼（ボス） - 斎藤工（少年期：相馬眞太）
- 美咲 元（元ボクサー、新入り組員） - 林遣都（少年期：山﨑光）
- トム / ユキオ（元殺し屋、我妻の右腕） - 金子ノブアキ（少年期：井上莉穏）
- ジェリー / タカヒロ（元殺し屋、我妻の右腕 ） - 渡部豪太（少年期：KAITO）
- マリオ（ブラジル系イタリア人、組員） - KENCHI（EXILE）
- ヒコ（美咲の兄貴分、組古参） - 田口トモロヲ
- 風間（無口、組員） - 有薗芳記

#### 横溝組
- 喜多嶋 仁（若頭） - 椎名桔平
- 君塚 亮輔（喜多嶋の右腕、組員） - 渡辺大

#### 古岩組
- 蜂矢 兼光（組長の息子、次期組長候補） - やべきょうすけ

#### その他
- 佐川（横溝組の依頼で我妻を調べている探偵） - 山本剛史
- エイジ（街の情報屋） - 窪田正孝

#### ゲスト
- 天狼会前組長（車の事故で死亡） - 諏訪太朗（1）
- 朽木（横溝組組員） - 小沢和義 （1,5 - 8）
- チンピラ - 鈴之助（1）
- 我妻涼の祖父 - 松田章（1 - 3,7,10）
- 少年期の大三 - 森大悟（1,2）
- 金城 勝利（学生時代の我妻の仲間） - 桜野裕己（1,4,7,8,12）
- 美咲 大三（元の兄） - 勝矢（2,3,12）
- 大三の妻 - 尾上博美（3）
- 糸織（大三の娘） - 藤井杏奈（3）
- 翔太（大三の息子） - 島田一斗（3）
- 米田（殺し屋のエージェント） - 竹財輝之助 （4,9,10,12）
- 河島 政春（かつての我妻の右腕） - 天野浩成（4,7）
- 吉川（暴力団構成員、河島と共謀する） - 渡邉紘平（4,5）
- 市井（我妻の信頼できる仲間だったが抗争で命を落とす） - 沖原一生（4,5,7）
- 古岩組組長 - でんでん（5,8 - 10）
- 赤井 健人（蜂矢の右腕、古岩組組員） - 武雄（5,7 - 11）
- 岡野（我妻の亡き祖父にそっくりの岡野和菓子店主人） - 松田章（5）
- 鬼頭（横溝組が雇った殺し屋） - 三池タカシ（5）
- 尾藤（横溝組が雇った殺し屋） - 髙橋ヒロシ（5）
- 小野寺（横溝組幹部） - もてぎ弘二（5 - 8,10）
- 羽山（小野寺の舎弟）- 黒石高大 （5 - 7,10）
- 小出（小野寺の舎弟）- JIGOROH（5 - 7,10）
- 児童養護施設院長 - 千葉ペイトン（6,9）
- 横溝 泰司 （横溝組組長）- 伊藤高（6 - 11）
- シマブクロ（殺し屋） - 森羅万象（（6,7,10,12）
- 沢村（マル暴刑事） - 金山一彦（7 - 11）
- 河野（マル暴刑事・沢村の部下） - 鈴木裕樹（7 - 11）
- ロザリンダ（マリオの彼女） - 秋山ラニー（8,10）
- 刑事（マル暴刑事・沢村の部下） - 山田親太朗（8,9）
- アルウェン（横溝組長の女） - チェス（8,9）
- 葛巻 康平（街の不良・赤井の知り合い） - MY A FLOW（9 - 12）
- 諌山 譲（街の不良・赤井の知り合い） - 小島雄貴（9 - 12）
- 桃園 遥 （街の不良・赤井の知り合い）- DJ HIDE（9 - 12）
- 浅野（小野寺の中堅の舎弟）- 大賀太郎 （10）
- バーのマスター（エイジが常連の店）- 中野裕斗（10,11）

### スタッフ
- 脚本：NAKA雅MURA
- 監督：三池崇史、渡辺武、菅原伸太郎、矢部享祏
- 音楽：池頼広
- 肌絵師：田中光司
- 特殊造形：松井祐一
- スタントコーディネイター：辻井啓伺、出口正義
- ガンエフェクト：栩野幸知
- チーフプロデューサー：田中芳樹
- プロデューサー：佐藤敦、坂下哲也、坂美佐子、前田茂司
- 企画制作：日本テレビ
- 制作プロダクション：日テレアックスオン、OLM
- 制作協力：楽映舎
- 製作著作：「QP」製作委員会（D.N.ドリームパートナーズ、バップ、フォアキャスト・コミュニケーションズ、OLM、少年画報社、ハルク・エンタテイメント）

### サブタイトル
| 第1話                                            | 2011年10月05日 | ロードランナー             | 三池崇史   | 1.7% |
| 第2話                                            | 2011年10月12日 | カーブミラー               | 三池崇史   | 2.3% |
| 第3話                                            | 2011年10月19日 | サマートライアングル       | 三池崇史   | 2.2% |
| 第4話                                            | 2011年10月26日 | ウルトラメンソール         | 矢部享祏   | 2.1% |
| 第5話                                            | 2011年11月02日 | ラッキーナンバー           | 菅原伸太郎 | 2.6% |
| 第6話                                            | 2011年11月09日 | シマブクロ                 | 渡辺武     | 2.8% |
| 第7話                                            | 2011年11月16日 | クロスロード               | 渡辺武     | 1.9% |
| 第8話                                            | 2011年11月23日 | ファイヤーフライ           | 渡辺武     | 2.1% |
| 第9話                                            | 2011年11月30日 | AV                         | 渡辺武     | 2.3% |
| 第10話                                           | 2011年12月07日 | ブルームーン               | 菅原伸太郎 | 1.2% |
| 第11話                                           | 2011年12月21日 | ラビッツフット             | 三池崇史   | 3.2% |
| 第12話                                           | 2011年12月28日 | ウィンター・トライアングル | 三池崇史   | 2.5% |
| 平均視聴率 2.24%（ビデオリサーチ調べ・関東地区） |                |                            |            |      |

- 第1話は『ザ!世界仰天ニュースキレイになりたい!命がけ大変身ビューティ祭り』4時間半SPのため25:29 - 25:59。
- 第2話は『家政婦のミタ』初回15分拡大スタートのため25:14 - 25:44。
- 2011年12月14日は特別編成により休止。

### 放送局
| 放送地域   | 放送局     | 放送期間                      | 放送日時                                | 放送系列       | 備考      |
| ---------- | ---------- | ----------------------------- | --------------------------------------- | -------------- | --------- |
| 関東広域圏 | 日本テレビ | 2011年10月5日 - 12月28日      | 水曜 24:59 - 25:29                      | 日本テレビ系列 | 制作局    |
| 福岡県     | 福岡放送   | 2011年10月13日 - 2012年1月5日 | 木曜 25:13 - 25:43                      | 日本テレビ系列 | 8日遅れ   |
| 近畿広域圏 | 読売テレビ | 2012年1月24日 - 4月17日       | 火曜深夜（ミッドナイトパラダイス第2部） | 日本テレビ系列 | 118日遅れ |

| 日本テレビ 水曜24:59 - 25:29枠           | 日本テレビ 水曜24:59 - 25:29枠 | 日本テレビ 水曜24:59 - 25:29枠          |
| 前番組                                   | 番組名                         | 次番組                                  |
| ---------------------------------------- | ------------------------------ | --------------------------------------- |
| ろくでなしBLUES （2011.7.6 - 2011.9.28） | QP （2011.10.5 - 2011.12.28）  | 数学♥女子学園 （2012.1.11 - 2012.3.28） |